# Coupe de France de rugby à XIII 1984-1985
Navigation
Édition précédente Édition suivante
La Coupe de France de rugby à XIII 1984-1985 est la 46e édition de la Coupe de France, compétition à élimination directe mettant aux prises des clubs de rugby à XIII amateurs et professionnels affiliés à la Fédération française de jeu à XIII (aujourd'hui Fédération française de rugby à XIII).

## Liste des équipes en compétition en huitièmes de finale
| \| XIII Catalan XIII Limouxin US Villeneuve FC Lézignan La Réole XIII SU Cavaillon RC Saint-Gaudens Châtillon XIII AS Carcassonne Tonneins XIII AS Saint-Estève Toulouse olympique XIII SO Avignon Palau XIII Trentels XIII Opoul XIII \| Clubs prenant part à la Coupe de France de rugby à XIII 1985. |
| XIII Catalan XIII Limouxin US Villeneuve FC Lézignan La Réole XIII SU Cavaillon RC Saint-Gaudens Châtillon XIII AS Carcassonne Tonneins XIII AS Saint-Estève Toulouse olympique XIII SO Avignon Palau XIII Trentels XIII Opoul XIII                                                                     |

## Phase finale
|  | Huitièmes de finale 7-8 avril 1985 | Huitièmes de finale 7-8 avril 1985 |                    |    | Quarts de finale 22 avril 1985 | Quarts de finale 22 avril 1985 |  |  | Demi-finales 5 mai 1985 | Demi-finales 5 mai 1985 |  |  | Finale 19 mai 1985 | Finale 19 mai 1985 |
|  | Huitièmes de finale 7-8 avril 1985 | Huitièmes de finale 7-8 avril 1985 |                    |    | Quarts de finale 22 avril 1985 | Quarts de finale 22 avril 1985 |  |  | Demi-finales 5 mai 1985 | Demi-finales 5 mai 1985 |  |  | Finale 19 mai 1985 | Finale 19 mai 1985 |
|  |                                    |                                    |                    |    |                                |                                |  |  |                         |                         |  |  |                    |                    |
|  | à Lézignan                         | à Lézignan                         |                    |    | à Albi                         | à Albi                         |  |  | Mazamet                 | Mazamet                 |  |  | Narbonne           | Narbonne           |
|  | à Lézignan                         | à Lézignan                         |                    |    | à Albi                         | à Albi                         |  |  | Mazamet                 | Mazamet                 |  |  | Narbonne           | Narbonne           |
|  | XIII Catalan                       | 42                                 |                    |    | à Albi                         | à Albi                         |  |  | Mazamet                 | Mazamet                 |  |  | Narbonne           | Narbonne           |
|  | XIII Catalan                       | 42                                 |                    |    | à Albi                         | à Albi                         |  |  | Mazamet                 | Mazamet                 |  |  | Narbonne           | Narbonne           |
|  | Carcassonne                        | 16                                 |                    |    | à Albi                         | à Albi                         |  |  | Mazamet                 | Mazamet                 |  |  | Narbonne           | Narbonne           |
|  | Carcassonne                        | 16                                 | XIII Catalan       | 54 |                                |                                |  |  | Mazamet                 | Mazamet                 |  |  | Narbonne           | Narbonne           |
|  | à Tonneins                         |                                    | XIII Catalan       | 54 |                                |                                |  |  | Mazamet                 | Mazamet                 |  |  | Narbonne           | Narbonne           |
|  |                                    | La Réole                           | 15                 |    |                                |                                |  |  | Mazamet                 | Mazamet                 |  |  | Narbonne           | Narbonne           |
|  | La Réole                           | La Réole                           | 15                 | 44 |                                |                                |  |  | Mazamet                 | Mazamet                 |  |  | Narbonne           | Narbonne           |
|  | La Réole                           | à Carcassonne                      |                    | 44 |                                |                                |  |  | Mazamet                 | Mazamet                 |  |  | Narbonne           | Narbonne           |
|  | Trentels                           | 14                                 |                    |    |                                |                                |  |  | Mazamet                 | Mazamet                 |  |  | Narbonne           | Narbonne           |
|  | Trentels                           | 14                                 | XIII Catalan       | 16 |                                |                                |  |  |                         |                         |  |  | Narbonne           | Narbonne           |
|  | à Sainte-Livrade                   |                                    | XIII Catalan       | 16 |                                |                                |  |  |                         |                         |  |  | Narbonne           | Narbonne           |
|  |                                    | Villeneuve-sur-Lot                 | 0                  |    |                                |                                |  |  |                         |                         |  |  | Narbonne           | Narbonne           |
|  | Villeneuve-sur-Lot                 | Villeneuve-sur-Lot                 | 0                  | 40 |                                |                                |  |  |                         |                         |  |  | Narbonne           | Narbonne           |
|  | Villeneuve-sur-Lot                 | Carcassonne                        |                    | 40 |                                |                                |  |  |                         |                         |  |  | Narbonne           | Narbonne           |
|  | Tonneins                           | 0                                  |                    |    |                                |                                |  |  |                         |                         |  |  | Narbonne           | Narbonne           |
|  | Tonneins                           | 0                                  | Villeneuve-sur-Lot | 44 |                                |                                |  |  |                         |                         |  |  | Narbonne           | Narbonne           |
|  | à Arles                            |                                    | Villeneuve-sur-Lot | 44 |                                |                                |  |  |                         |                         |  |  | Narbonne           | Narbonne           |
|  |                                    | Cavaillon                          | 19                 |    |                                |                                |  |  |                         |                         |  |  | Narbonne           | Narbonne           |
|  | Cavaillon                          | Cavaillon                          | 19                 | 46 |                                |                                |  |  |                         |                         |  |  | Narbonne           | Narbonne           |
|  | Cavaillon                          | à Toulouse                         |                    | 46 |                                |                                |  |  |                         |                         |  |  | Narbonne           | Narbonne           |
|  | Opoul                              | 8                                  |                    |    |                                |                                |  |  |                         |                         |  |  | Narbonne           | Narbonne           |
|  | Opoul                              | 8                                  | XIII Catalan       | 24 |                                |                                |  |  |                         |                         |  |  |                    |                    |
|  | à Carcassonne                      |                                    | XIII Catalan       | 24 |                                |                                |  |  |                         |                         |  |  |                    |                    |
|  |                                    | Limoux                             | 7                  |    |                                |                                |  |  |                         |                         |  |  |                    |                    |
|  | Limoux                             | Limoux                             | 7                  | 6  |                                |                                |  |  |                         |                         |  |  |                    |                    |
|  | Limoux                             |                                    |                    | 6  |                                |                                |  |  |                         |                         |  |  |                    |                    |
|  | Saint-Estève                       | 4                                  |                    |    |                                |                                |  |  |                         |                         |  |  |                    |                    |
|  | Saint-Estève                       | 4                                  | Limoux             | 24 |                                |                                |  |  |                         |                         |  |  |                    |                    |
|  | à Muret                            |                                    | Limoux             | 24 |                                |                                |  |  |                         |                         |  |  |                    |                    |
|  |                                    | Saint-Gaudens                      | 13                 |    |                                |                                |  |  |                         |                         |  |  |                    |                    |
|  | Saint-Gaudens                      | Saint-Gaudens                      | 13                 | 16 |                                |                                |  |  |                         |                         |  |  |                    |                    |
|  | Saint-Gaudens                      | à Le Pontet                        |                    | 16 |                                |                                |  |  |                         |                         |  |  |                    |                    |
|  | Toulouse                           | 6                                  |                    |    |                                |                                |  |  |                         |                         |  |  |                    |                    |
|  | Toulouse                           | 6                                  | Limoux             | 8  |                                |                                |  |  |                         |                         |  |  |                    |                    |
|  | à Perpignan                        |                                    | Limoux             | 8  |                                |                                |  |  |                         |                         |  |  |                    |                    |
|  |                                    | Lézignan                           | 3                  |    |                                |                                |  |  |                         |                         |  |  |                    |                    |
|  | Lézignan                           | Lézignan                           | 3                  | ?  |                                |                                |  |  |                         |                         |  |  |                    |                    |
|  | Lézignan                           |                                    |                    | ?  |                                |                                |  |  |                         |                         |  |  |                    |                    |
|  | Avignon                            | ?                                  |                    |    |                                |                                |  |  |                         |                         |  |  |                    |                    |
|  | Avignon                            | ?                                  | Lézignan           | 28 |                                |                                |  |  |                         |                         |  |  |                    |                    |
|  | à Le Pontet                        |                                    | Lézignan           | 28 |                                |                                |  |  |                         |                         |  |  |                    |                    |
|  |                                    | Châtillon                          | 17                 |    |                                |                                |  |  |                         |                         |  |  |                    |                    |
|  | Châtillon                          | Châtillon                          | 17                 | 36 |                                |                                |  |  |                         |                         |  |  |                    |                    |
|  | Châtillon                          |                                    |                    | 36 |                                |                                |  |  |                         |                         |  |  |                    |                    |
|  | Palau                              | 6                                  |                    |    |                                |                                |  |  |                         |                         |  |  |                    |                    |
|  | Palau                              | 6                                  |                    |    |                                |                                |  |  |                         |                         |  |  |                    |                    |

## Finale (dimanche 19 mai 1985)
(mt : 4 - 7)
Points marqués :
- XIII Catalan : 3 essais de Montgaillard (59e), Delaunay (66e) et Grésèque (77e) ; 2 transformation de J-J Naudo (59e et 77e) ; 4 pénalités de J-J Naudo (12e, 39e, 46e, 74e) ; 1 carton de Baco (17e) et G. Laforgue (30e).
- Limoux : 1 essai de Vern (27e) ;  1 transformation de Mendez (27e) ; 1 drop de Moya (32e) ; 1 carton jaune de Moya (17e) ; 1 carton rouge de Docteur Raphaël (78e).

Évolution du score :  
Arbitre :  Robert Belle (Provence)
Spectateurs : 15 000
Recette : 488 440 francs
Composition des équipes :
- XIII Catalan : Serge Pallarès - Sébastien Rodriguez, Francis Laforgue - Ivan Grésèque, Jean-Jacques Naudo - Guy Laforgue, Jean-Marie Bosc, Jean-Jacques Cologni, Pierre Montgaillard, Dominique Verdière, Patrick Baco, Didier Prunac - Entraîneur : Yvon Gourbal
- Limoux : José Moya - Thierry Vern, Paul Gentil, Jacques Laguens, Luc Mendez - Jean-Marc Vergnes, Klaus Perkovic - Jean-François Vassal, Michel Tubau, Didier Calmet, Bruno Mathias, Bernard Robert -  Daniel Bonnet, Henri Pech - Entraîneur : Jean-Christophe Vergeynst